# Егерская слобода (Петергоф)

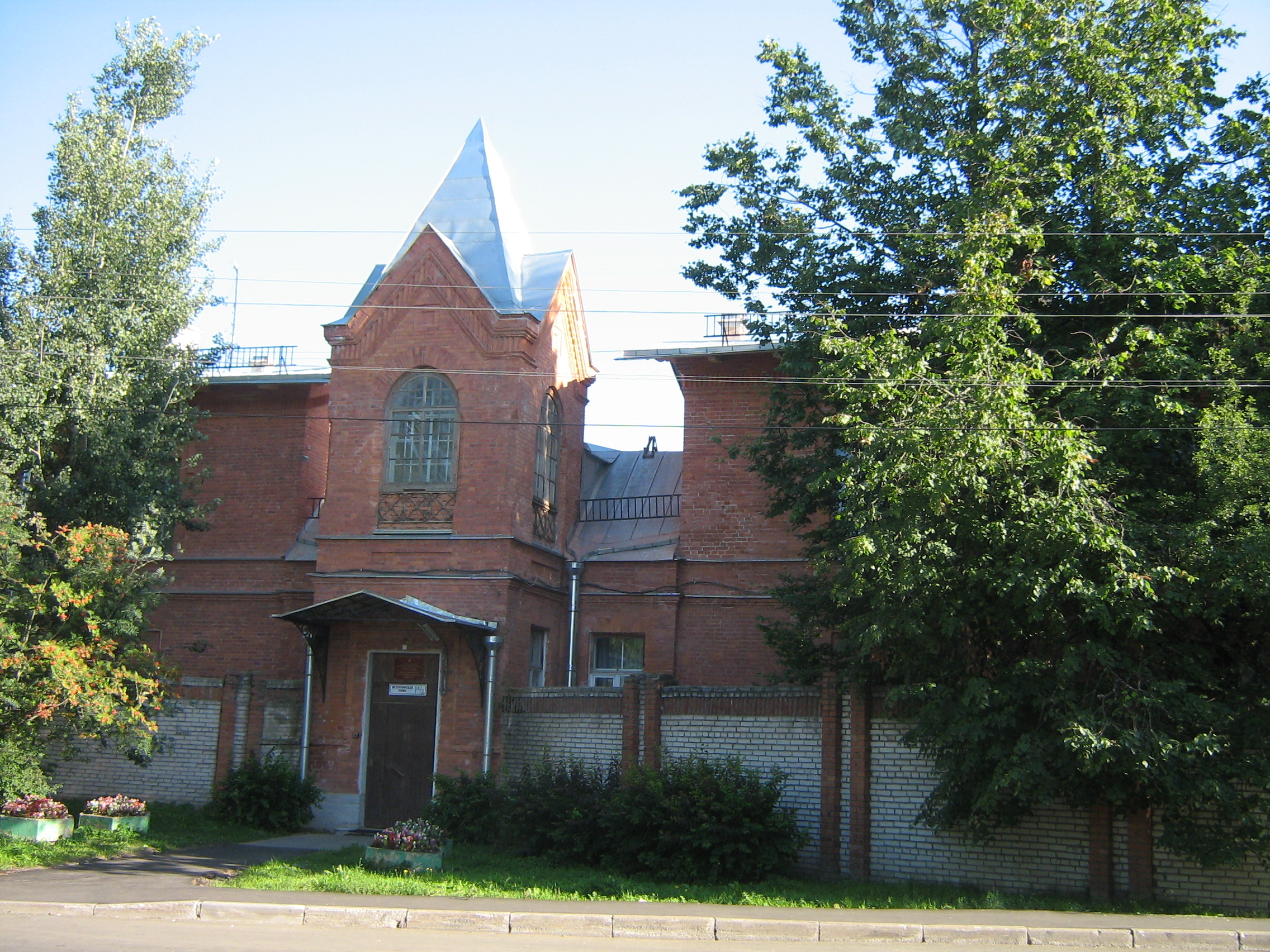
Бывшее здание богадельни

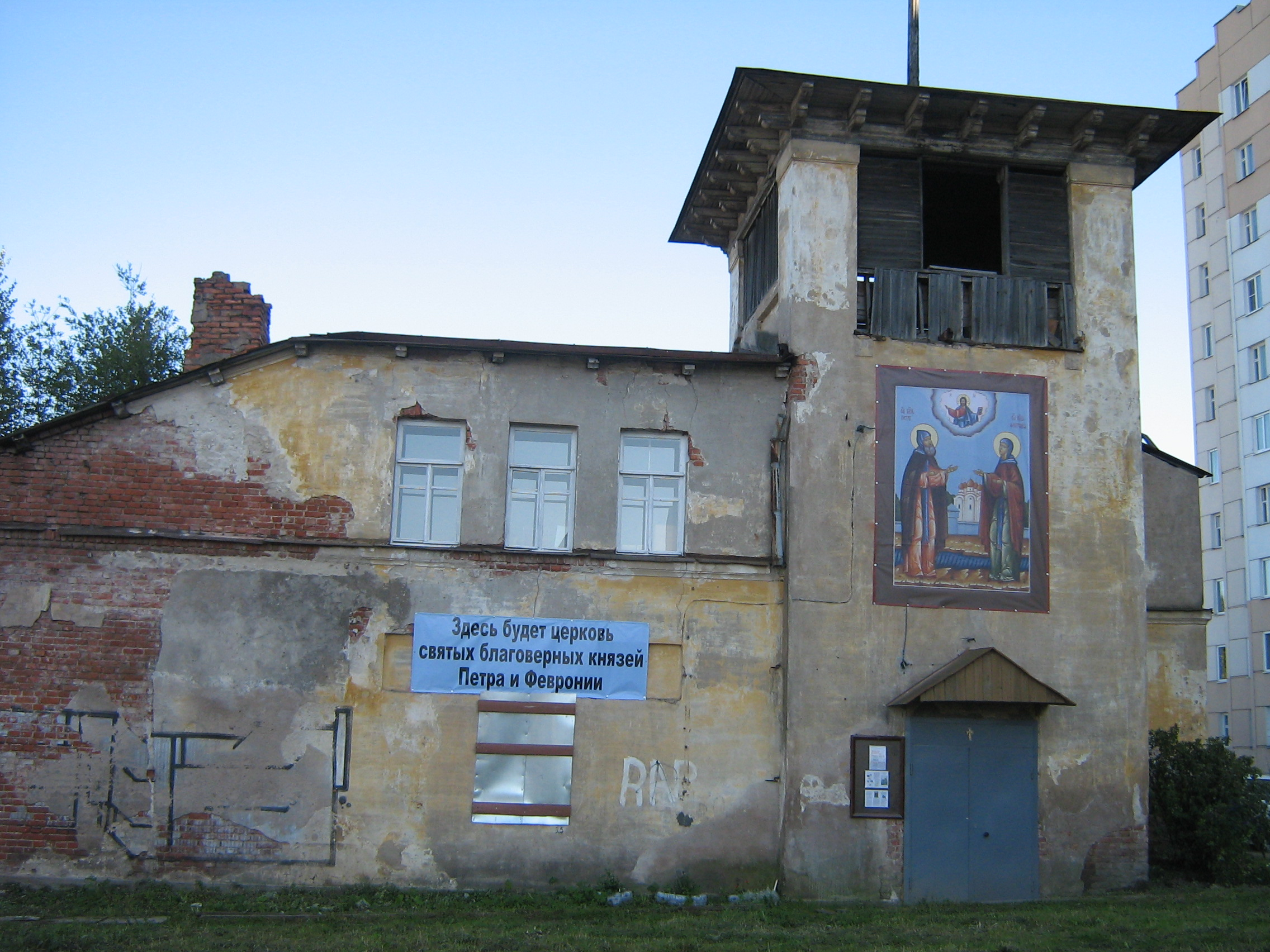
Бывшее здание дачи К. Н. Калмыкова (ныне здание церкви Св. Петра и Февронии Муромских)

Егерская слобода — неофициальный исторический район Петергофа, возникший в 1826 году к югу от Английского парка после переноса туда зверинца. В 1850 году зверинец был перенесён в Гатчину, где также возник район, называемый егерской слободой. Находится в непосредственной близости (к югу) от железнодорожной станции Старый Петергоф.
По проекту архитектора Н.Л. Бенуа на территории слободы в 1860 году выстроен военный госпиталь, а в 1848 году здания Присутственных мест, то есть уездная управа, уездное казначейство, уездный суд и уездная тюрьма, и дом А. А. Авенариуса, который в 1850 году он отдал в аренду под гостиницу «Дармштадт», прекратившую работу только в начале XX века. Однако, в 1868—1878 годах в этом доме вместо гостиницы была ещё одна петергофская тюрьма. В 1875 году здесь появилась деревянная церковь Святых Петра и Февронии Муромских, перестроенная в кирпиче в 1897 году архитектором А. И. Семеновым (храм был упразднён в 1922 году). В 1879 году здесь появляется богадельня, построенная по проекту Н. Л. Бенуа. В 1904 году на Гостилицкой улице было построено здание уездной женской тюрьмы, которое до 1905 года использовалось как один из корпусов военного госпиталя.
Активная застройка Егерской слободы продолжается в XX веке, именно тогда в черту Петергофа фактически попадает Старо-Гостилицкое шоссе. В конце 70-х—80-х годах южная часть слободы перестроена, часть улиц утрачена.

## Исторические постройки
- Военный госпиталь  Объект культурного наследия № 7802023000№ 7802023000  памятник архитектуры (памятник регионального значения)
- Уездные Присутственные места  Объект культурного наследия № 7801176000№ 7801176000  памятник архитектуры (памятник регионального значения)
- Богадельня  Объект культурного наследия № 7802022003№ 7802022003  памятник архитектуры (памятник федерального значения)
- Дача К. Н. Калмыкова  Объект культурного наследия № 7802021003№ 7802021003  памятник архитектуры (памятник регионального значения)
- Дом А. А. Авенариуса (Петергофская ул., 9/2)
- Здание женской тюрьмы (Гостилицкая ул., 2)

## Исторические улицы
- Улица Веденеева (в 1890—1960-х годах Баумгартенская улица)
- Переулок Ломоносова (в 1890—1920-х годах Богаделинская улица)[6]
- Петергофская улица (в 1934—1993 годах улица Луначарского)[6]
- Бульвар Красных Курсантов (в 1871—1920-х годах бульвар Юркевича)
- Гостилицкая улица
- Старо-Гостилицкое шоссе

### Полностью вошедшие в застройку в 1980-х годах[7]
- Александринская улица
- Улица Крупской (в 1890—1920-х годах Мариинская улица)
- Октябрьская улица (в 1890—1920-х годах Николаевская улица)
- Бабигонская улица
- Бабигонское шоссе
- Южная улица
- Гостилицкий проезд
- Связной переулок